# Kornelija Naraks
Kornelija Naraks (* 1972 in Celje) ist eine Schweizer Regisseurin und Drehbuchautorin. Naraks studierte von 1999 bis 2003 an der Hochschule für Gestaltung und Kunst in Zürich, wo sie den Studienbereich Film und Video belegte. Ihr Studium schloss sie 2003 mit dem Diplom ab.

## Filmografie (Auswahl)

### Regie
- Wohnen im Transit (zusammen mit Monika Litscher) (2007)
- Scheinheilig (2003)
- Kriminell (2002)
- Ein Stück Meer (2001)
- Zimmer zu vermieten (2000)
- Bloody Mary (1999)
- Alpaufzug (1999)

### Drehbuch
- Monte Verità – Der Rausch der Freiheit (Regie: Stefan Jäger) (2021)
- Wohnen im Transit (zusammen mit Monika Litscher) (2007)